# Рандори
Рандори (яп. 乱取り, «свободная работа») — термин в японских боевых искусствах, обозначающий свободную форму практики. Зачастую под этим понятием подразумевают классические спарринги. Дословно термин переводится как «хаотичные» (яп. 乱) «приёмы» (яп. 取) или «свободная схватка». В Японии рандори с несколькими партнерами может быть заменён термином таниндзу-гакэ или таниндзу-дори (яп. 多人数掛け).
В отличие от строго структурированной и строгой формы ката рандори подразумевает полную свободу в действиях, поэтому его зачастую рассматривают как потенциальное дополнение к процессу обучения.
Точное значение термина рандори зависит от боевого искусства, в котором он применяется. Так, например, в дзюдо, дзюдзюцу и Сёдокан Айкидо рандори подразумевает спарринг один на один, в котором партнёры пытаются противостоять методам друг друга. В других стилях, в частности Айкидо Айкикай и Ки-Айкидо, рандори относится к форме практики, в которой практикант защищается от нескольких нападающих, не зная, как и в каком порядке они будут атаковать.

## В дзюдо
Термин рандори был употреблен Дзигаро Кано, основателем дзюдо, в своём выступлении 1932 года в Лос-Анджелесе на Олимпийских играх: «Рандори, означающий „свободные упражнения“, практикуется согласно правилам текущих соревнований. Он подразумевает броски, удушающие приёмы, удерживание противника на земле и скручивание ног или рук. Участники могут применять любые известные им методы в том случае, если это не травмирует оппонента и будут соблюдаться правила дзюдо, касающиеся этикета».

## В кэндо
В кэндо понятие рандори заменяется термином дзигэйко (яп. 地稽古), который подразумевает «свободную практику»: отработку техник с партнёрами как равного, так и различных уровней в нестандартных ситуациях, в разных скоростных режимах и тому подобное.

## В карате
В карате спарринг обычно подразумевается под термином кумитэ. Некоторые школы применяют понятие рандори для обозначения «имитации боя», в котором каратист передвигается крайне быстро, защищаясь от нападения одного и более нападающих всеми возможными способами. В подобных школах отличие рандори от кумитэ заключается в том, что нападающий не прекращает атаковать при успешном проведении какого либо приёма.